# Felix Pflieger
Felix Pflieger (* 25. September 1987  in Neumarkt in der Oberpfalz) ist ein deutscher Kameramann.

## Leben
Felix Pflieger studierte Bildgestaltung an der HFF München und realisierte Spiel- und Dokumentarfilme, die auf zahlreichen internationalen Festivals gezeigt wurden. Seine Arbeiten wurden unter anderem mit dem Deutschen Kamerapreis 2020 und der Bronze Tadpole beim EnergaCAMERIMAGE Filmfestival 2019 in der Student Etudes Competition ausgezeichnet.

## Filmographie (Auswahl)
- 2017: Pan (Kurzfilm) – Regie: Anna Roller
- 2019: Die letzten Kinder im Paradies (Kurzfilm) – Regie: Anna Roller
- 2022: Gör (Kurzfilm) – Regie: Anna Roller
- 2022: Sorry Genosse (Kinodokumentarfilm) – Regie: Vera Brückner
- 2023: Dead Girls Dancing (Feature Film) – Regie: Anna Roller
- 2023: Der Rückweg (Kurzfilm) – Regie: Moritz Adlon
- 2023: Plastic Fantastic (Kinodokumentarfilm) – Regie: Isa Willinger
- 2024: Endlich unsterblich (Dokumentarfilm) – Regie: Vera Brückner
- 2024: Zeit Verbrechen – Dezember (TV-Serie, Paramount+) – Regie: Mariko Minoguchi
- 2024: Shahid (Feature Film) – Regie: Narges Kalhor
- 2024: In Ewiger Freundschaft (Doppelfolge der ZDF-Serie Taunuskrimi) – Regie: Stefan Bühling

## Auszeichnungen (Auswahl)
- 2018: Best Cinematography Award für Pan beim Phenomena Festival, Mexiko-Stadt
- 2019: Bronze Tadpole für Die letzten Kinder im Paradies beim polnischen Camerimage Filmfestival in Toruń[1]
- 2020: Nachwuchspreis des Deutschen Kamerapreis für Die letzten Kinder im Paradies[2]
- 2024: Nominiert für den Deutschen Kamerapreis in den Kategorien Fiktion Kino für Dead Girls Dancing und Kurzfilm für Der Rückweg[3]